# هیتلر: ده روز آخر
هیتلر: ده روز آخر (انگلیسی: Hitler: The Last Ten Days) فیلمی بریتانیایی-ایتالیایی در سبک زندگینامه‌ای به کارگردانی انیو د کونچینی است که در سال ۱۹۷۳ منتشر شد.

## بازیگران
- الک گینس
- سایمون وارد
- آدولفو چلی
- دیان کیلنتو
- گابریله فرزتی
- جاس آکلند
- جولیان گلاور
- فردی جونز
- فیلیدا لاو
- پل مولر
- اریک پرتر
- شیلا گیش
- مایکل گودلیف
- جان بنت
- تیموتی وست
- آنجلا پلزنس
- دوریس کانستمن
- جان هَـلَم